# کشتی مین‌جمع‌کن کلاس تی۵۸
کشتی مین‌جمع‌کن کلاس تی۵۸ (به انگلیسی: T58-class minesweeper) یک کلاس از کشتی است که طول آن 70.1 meters می‌باشد.